# Таманско полуострво
Таманско полуострво (рус. Таманский полуостров) највеће је полуострво Краснодарске покрајине и целог југа европског дела Руске Федерације. Полуострво представља најзападнији и у море најистуренији део Краснодарске покрајине и геолошки оно представља засуту речну делту реке Кубањ. На северу је омеђено акваторијом Азовског, а на југу Црног мора. На западу је Керчки пролаз који спаја ове две акваторије, а полуострво раздваја од Републике Крим. У западном делу полуострва у копно се најдубље увукао плитки Тамански залив, а северно до њега је нешто мањи Дински залив који је од отвореног мора одвојен уском Чушком косом, док је на северу Темрјучки залив. 
Полуострво карактерише низијски рељеф и доста разуђене пешчане обале уз које се налазе бројни заливи и лимани. Савремени рељеф полуострва је доста млад, а кључну улогу у његовом формирању имала је река Кубањ која је засипала ово подручје огромним количинама наноса. Унутрашњост полуострва је специфична по бројним језерима лиманског порекла и то је такозвана Таманска група Кубањских лимана. Тамански лимани имају укупну површину од око 390 км², а нјвећи међу њима су Курчански на истоку, Ахтанизовски у централном и Кизилташки и Витјазевски на југу. Широм полуострва налазе се бројни блатни вулкани који представљају реликтне облике некадашње интензивније вулканске активности. Највећи и најзначајнији међу њима је Голубички блатни вулкан. На полуострву се налазе и бројни термоминерални извори. 
Полуострво је било насељено од најранијих времена људске историје, а међу првим насељеницима била су скитска племена. У античком периоду полуострво је постало делом Босфорског краљевства насељеног Грцима, Сарматима и мањим локалним групама. На полуострву су се налазиле и древне колоније Хермонаса и Фанагорија. Током IV века полуострвом су завладали Хуни, потом је било једним од важних центара Велике Бугарске, а средином VII века полуострвом господаре Хазари. Након пораза Хазарског каганата од стране кијевског књаза Свјатослава 969. полуострво постаје делом Кијевске Русије и на њему се убрзо формира вазална Тмутараканска кнежевина чији први владар је био Мстислав Владимирович, син кнеза Владимира. Кнежевина је престала да постоји почетком XII века и од тада полуострво насељавају углавном черкеска племена. Полуострво су 1239. напали и поптпуно деваастирали Монголи, а после њих долазе Ђеновљани који управљају тим подручјем све до 1483. године. Након тога уследио је период владавине Кримских канова и Османских султана, да би након Руско-турског рата (1787-1792) полуострво коначно ушло у састав Руске Империје. Током 1792. на полуострво почињу да се досељавају Козаци. 
Највећи део полуострва данас административно припада Темрјучком рејону, а један мањи део на југу Анапском градском округу. Најважнија насеља на полуострву су град Темрјук (око 40.000 становника) и станице Старотитаровскаја (12.200), Тамањ (10.000), Курчанскаја (6.600) и Голубицкаја (5.500 становника).
На полуострву се налазе мање резерве нафте и земног гаса, али и железне руде. Важна делатност је и пољопривреда, посебно виноградарство и узгој пиринча, а у последње време све више се развија туризам. На полуострву се налазе и три важне поморске луке − Порт Темрјук, Порт Кавказ и Порт Таман. На западу је полуострво преко Кримског моста (који иде преко острва Тузла) повезано са суседним Кримом.